# السعودية في كأس العرب 1985
تعرضُ هذه المقالة مُشاركة المنتخب السّعُوديّ في كأس العرب 1985. فبعد غياب المنتخب السعودي عن البطولات الثلاث السابقة (1963، 1964، 1966)، يُقرَّرُ أن تُنظّم هذه النُّسخة في مدينة الطائف بالسعودية خلال الفترة ما بين 3 و12 يوليو من عام 1985. ويُشارك فيها المنتخب السعودي رفقة خمسة منتخبات قسمت على مجموعتين:
- المجموعة الأولى : السعودية، قطر، الأردن.
- المجموعة الثانية : العراق، البحرين، موريتانيا.

احتلّ المنتخب السعودي المركز الثالث في البطولة.

## النتائج

### المجموعة 1
| المنتخب  | لعب | فاز | تعادل | خسر | له | عليه | الفارق | النقاط |
| -------- | --- | --- | ----- | --- | -- | ---- | ------ | ------ |
| السعودية | 2   | 2   | 0     | 0   | 5  | 0    | +5     | 6      |
| قطر      | 2   | 1   | 0     | 1   | 2  | 1    | +1     | 3      |
| الأردن   | 2   | 0   | 0     | 2   | 0  | 6    | -6     | 0      |

| السعودية                                                           | 0-4            | الأردن |
| ------------------------------------------------------------------ | -------------- | ------ |
| النعيمة 45' · حسام عزمي 49' (هدف ذاتي) · المصيبيح 58' · البيشي 89' | تقرير المقابلة |        |

| قطر | 0-2 | الأردن |
| --- | --- | ------ |
|     |     |        |

| السعودية      | 0-1            | قطر |
| ------------- | -------------- | --- |
| جمال محمد 61' | تقرير المقابلة |     |

### النصف النهائي
| العراق                       | 2-3            | السعودية                           |
| ---------------------------- | -------------- | ---------------------------------- |
| عبد 12'، 18' · حامد رشيد 28' | تقرير المقابلة | النعيمة 12' (ر.ج) · عبد الجواد 88' |

### المركز الثالث
| السعودية                                  | 0–0 (ب.و.إ.) | قطر |
| ----------------------------------------- | ------------ | --- |
|                                           |              |     |
| ركلات الترجيح                             |              |     |
| عبد الجواد · البيشي · هذال الدوسري · خميس | 4–1          |     |

## مَرَاجِع
1. ↑  "مباريات كأس العرب 1985 على موقع مؤسسة إحصاءات وثيقة لرياضة كرة القدم". RSSSF.com. مؤرشف من الأصل في 2019-07-05.